# 쉐보레 서버번
쉐보레 서버번(Chevrolet Suburban)은 제너럴 모터스가 쉐보레 브랜드로 판매하는 풀 사이즈 스포츠 유틸리티 자동차(SUV)로, 쉐보레 타호의 장축형이다. 1933년부터 현재에 이르기까지 미국에서 가장 길게 생산되고 있는 차종 중 하나다.
풀 사이즈 픽업 트럭인 쉐보레 실버라도/GMC 시에라의 플랫폼을 기반으로 하며, GMC 유콘 XL 및 캐딜락 에스컬레이드 ESV와 플랫폼을 공용한다. 다만 플랫폼 코드는 약간 차이가 있다.

## 기원
1933년에 쉐보레가 픽업 트럭용 1/2톤 프레임을 바탕으로 만든 스테이션 왜건형태의 쉐보레 마스터가 서버번의 기원이다. 군수용이나 민수용의 자연 보호 단체용으로 개발되었고, 바디의 부품 다수가 목제이다. 3·2·3의 3열 시트를 갖춘 8인승이었다.

## 1세대
1935년에 트럭섀시에 스테이션 왜건본체를 장착한 유틸리티 차량인 'Carryall Suburban'으로 시작되었다.  기능에 초점을 맞춘 컨셉으로 '모든것을 운반한다'의 의미로 설정해 온가족과 장비가 하나의 공간에 있는 의미였다. 캐리올 서버밴은 시판을 전제로 한 대량 생산차로 등장했다. 보디는 금속제로, 1세대의 목제와는 형태가 달랐다.

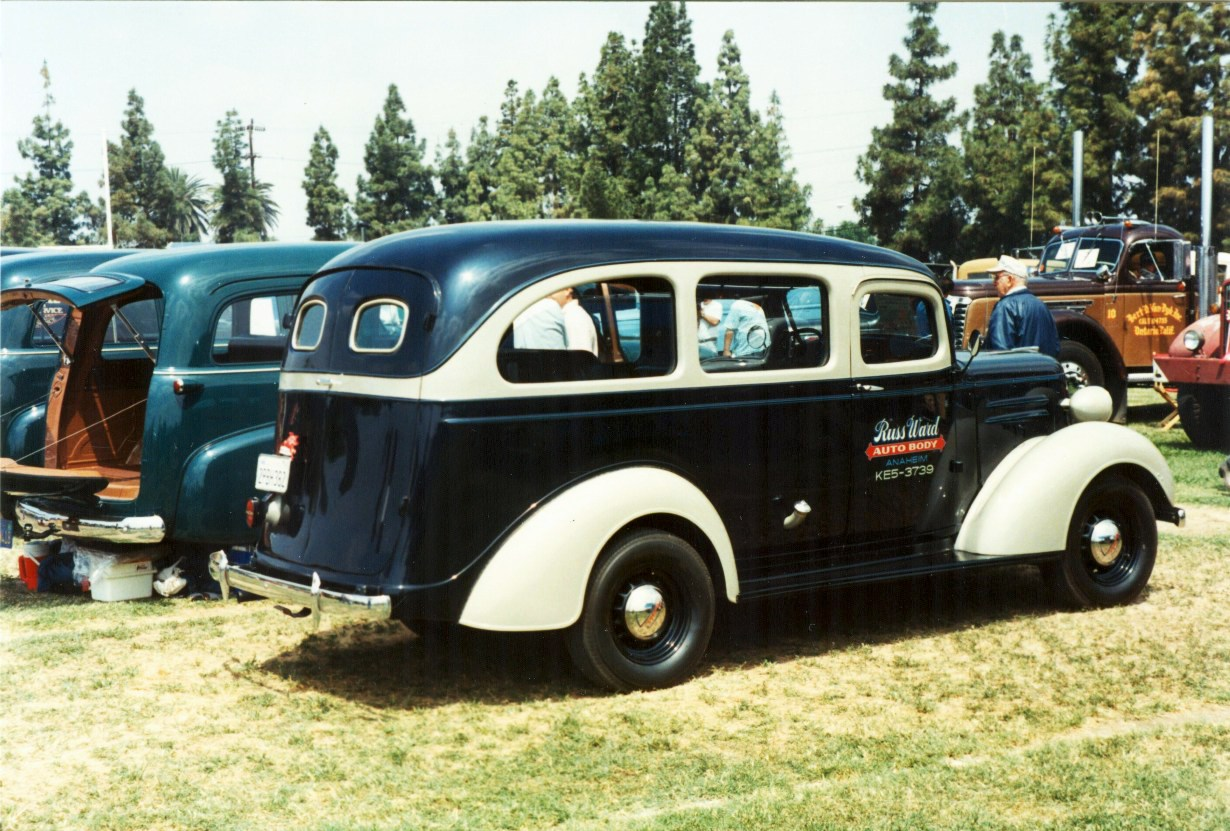
쉐보레 서버번(1세대) 후측면

## 2세대
1941년에 출시된 3세대는 1942년부터 1946년까지 전시 체제에 들어서면서 주로 군용으로 납품되었다. 직렬 6기통 가솔린 엔진을 탑재했다.

## 3세대
1947년에 어드밴스 디자인의 플랫폼을 기반으로 하여 출시되었다. 1954년부터 4단 자동변속기가 추가되었다. 2005년에 출시된 HHR은 4세대의 디자인에서 영감을 얻었다.

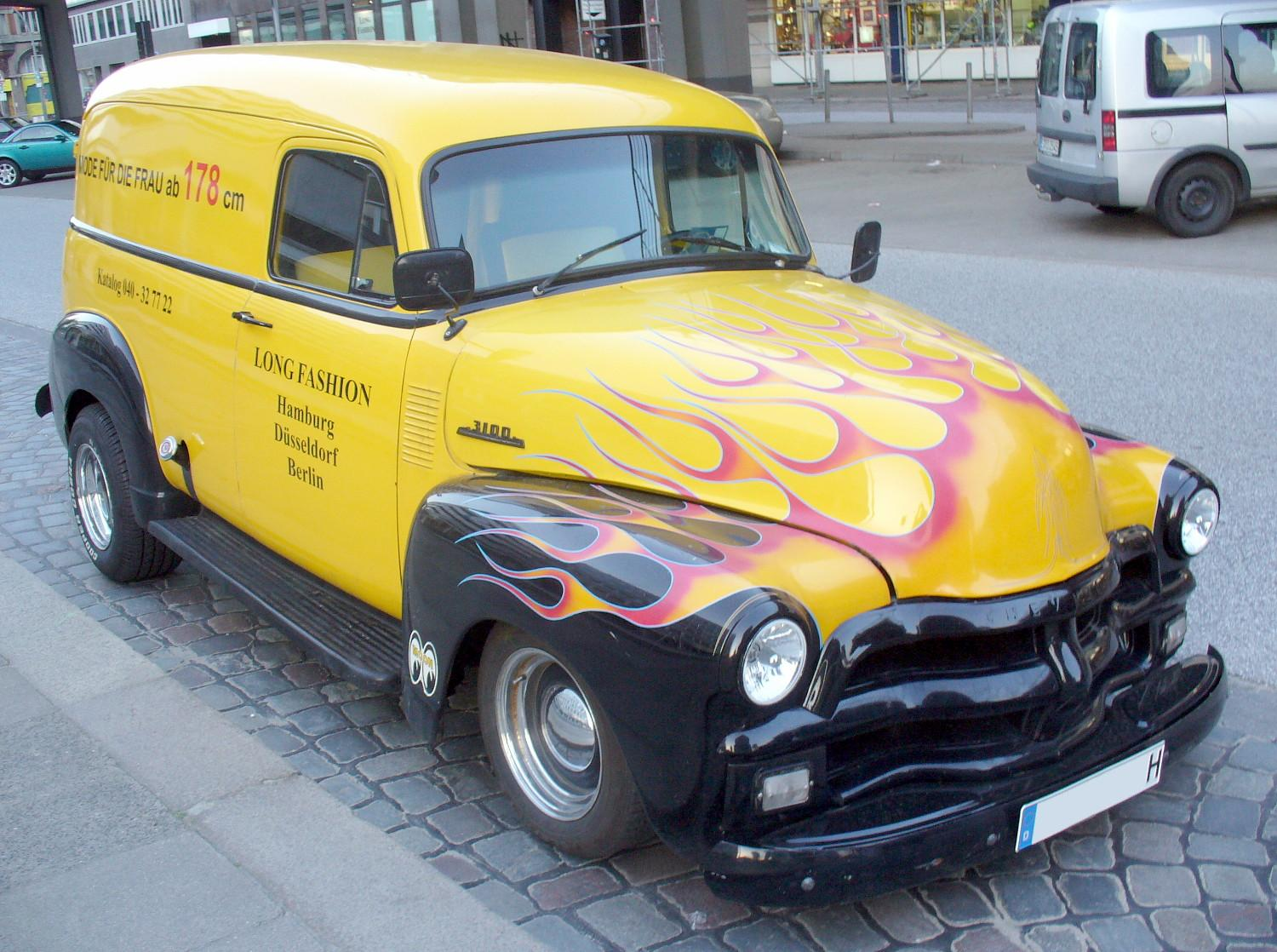
쉐보레 서버번(3세대) 정측면

## 4세대
1955년에 출시되었다. 태스크 포스 플랫폼을 적용했고, 엔진도 기존의 직렬 6기통은 사라지고 V8 엔진이 추가되었다. 기존의 후륜구동 외에 일시 4륜구동이 옵션으로 추가되었고, 엔진 종류에 L6 가솔린 엔진과 V8 가솔린 엔진이 등장했다.

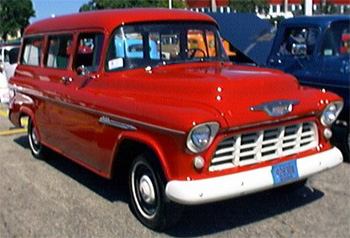
쉐보레 서버번(4세대) 정측면

## 5세대
1960년에 출시되었다. 4세대까지는 기존의 2도어 스테이션 왜건 형태였으나, 5세대부터는 SUV 형태로 탈바꿈하였다. 라디에이터 그릴 위에 있는 인테이크는 1962년에 없어졌고, 본넷의 형상이 온화하게 되어 보다 현대적으로 바뀌었다. 1964년에 프런트 윈드 쉴드가 두드러져 보이도록 변경되어 도어 윈도우도 확대되었다. 캐리올이라는 이름은 5세대부터 사라졌으나, 형제차인 GMC 버전에서는 계속 사용했다.

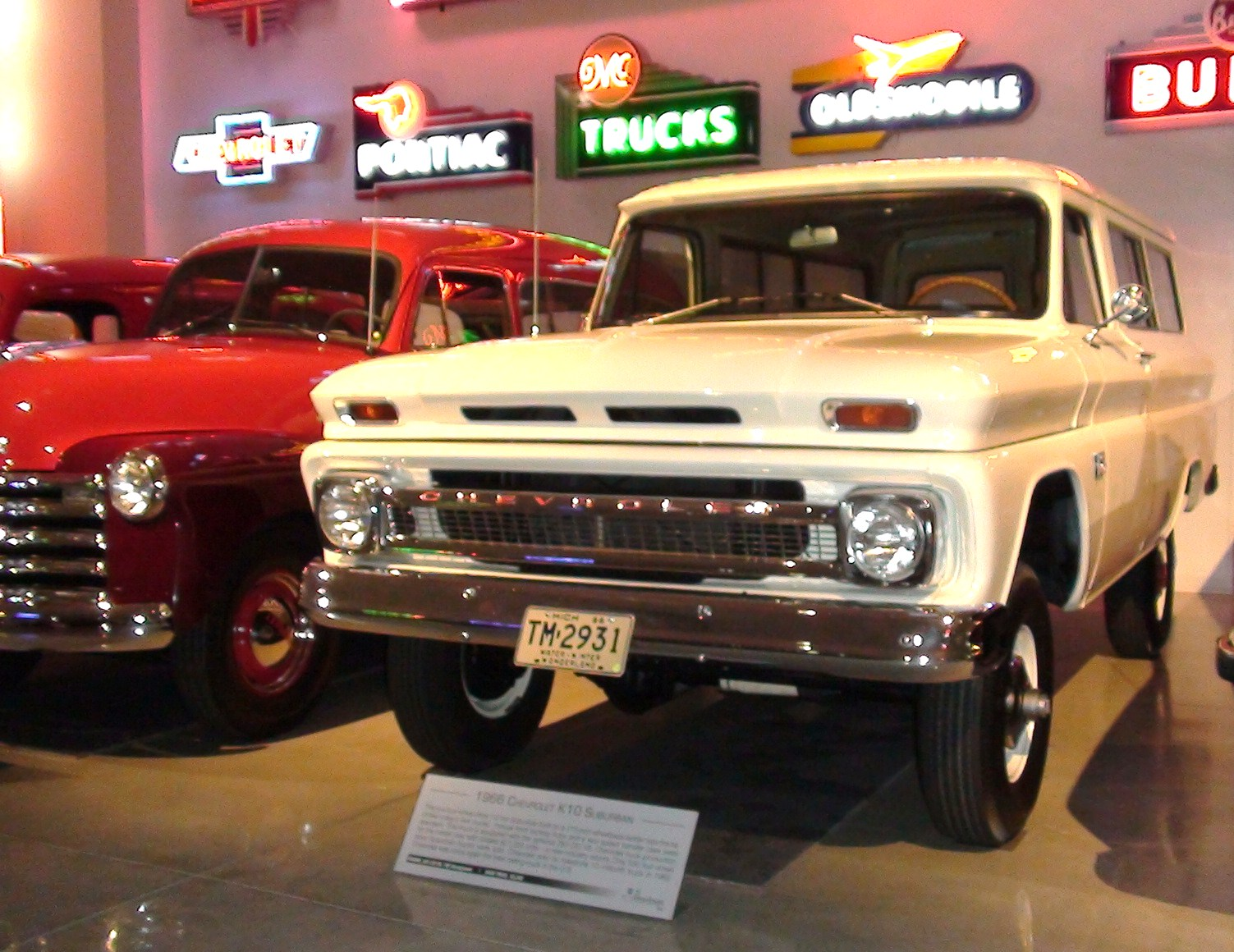
쉐보레 서버번(5세대) 정측면

## 6세대
1967년에 출시되었다. 6세대까지는 2도어 형식이었으나, 7세대부터는 4도어 형태로 탈바꿈하였다. 운전석 측은 1개, 조수석 측은 2개의 좌우 비대칭 도어가 특징이다. 1971년에 프런트 브레이크가 디스크로 되었고, 틸트 스티어링이 옵션으로 마련되었다. 1972년에는 뒷 좌석에도 에어컨이 장착되었다.

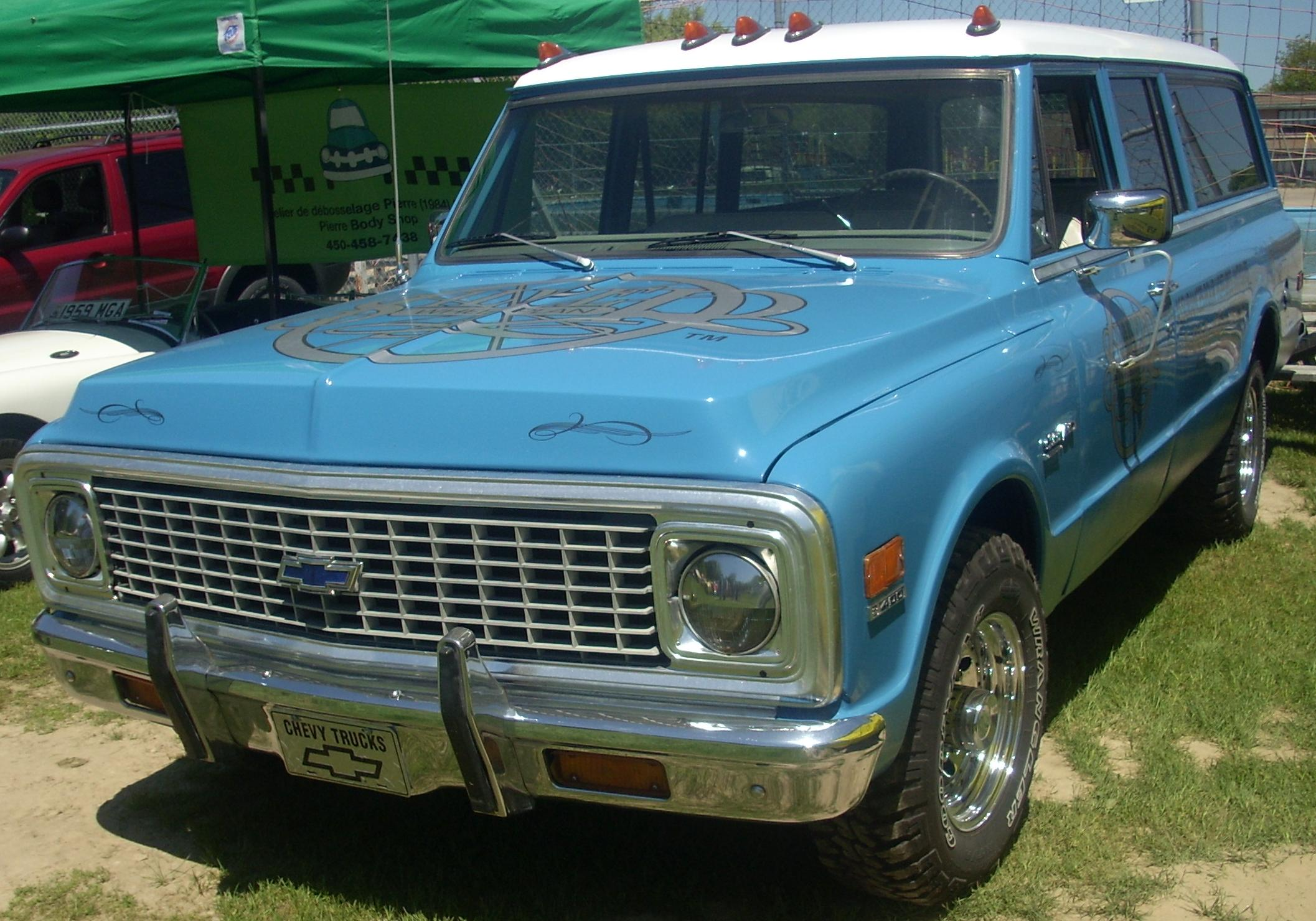
쉐보레 서버번(6세대) 정측면

## 7세대
1973년에 출시되었고, 1991년까지 18년간 생산되었다. 5도어 SUV 스타일을 갖췄다. GMC 버전에서도 그간 사용해 오던 캐리올이라는 이름을 버리고 쉐보레 버전과 같은 이름을 쓰게 되었다. 유류 파동의 영향으로 인해 1982년에는 V8 디젤 엔진도 추가되었고, 이후 유럽에 수출되었다. 리어 히팅 시스템이 옵션으로 설정되었고, 1986년과 1987년에 가솔린 엔진의 연료 공급 방식이 카뷰레터 방식에서 전자 연료 분사 방식으로 변경되어 연비가 향상되었다. 브라질에서는 1989년부터 1996년까지 생산되었는데, 2도어 숏바디 버전과 4도어 픽업 트럭 버전도 존재했다. 2도어 숏바디 버전으로 K5 블레이저가 있었다.

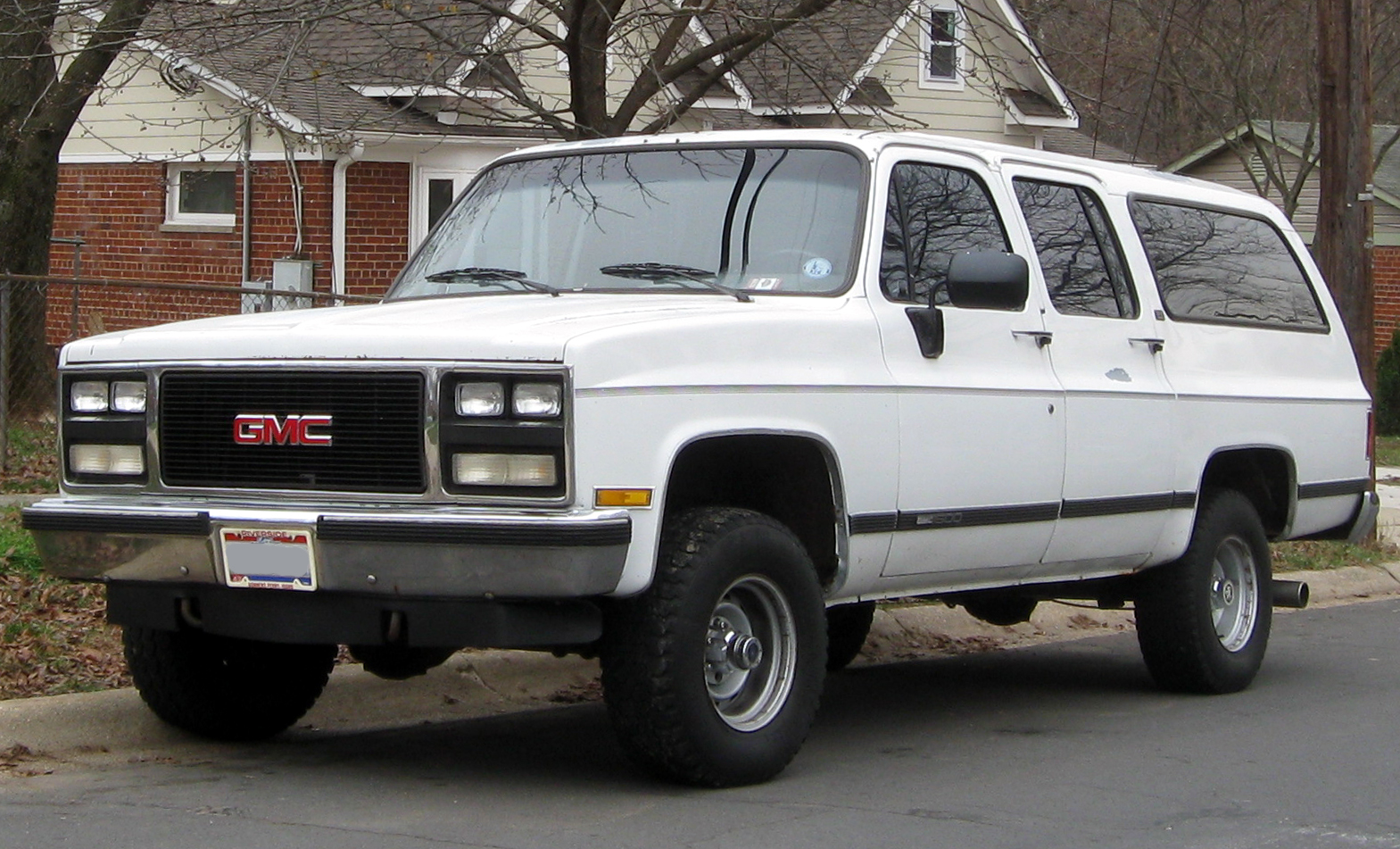
GMC 서버번(7세대) 정측면

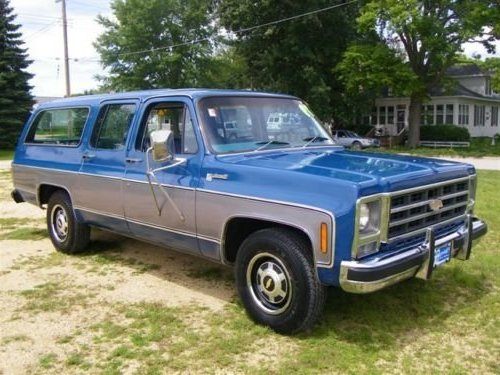
쉐보레 서버번(7세대) 정측면

## 8세대
1992년에 출시되었다. C/K 플랫폼 대신 GMT400 시리즈 플랫폼을 적용하였다. 이 때부터 2도어 및 4도어 숏바디 버전을 타호로 분리하였다. 또한 GMC에서도 2도어 및 4도어 숏바디버전을 유콘으로 명명하였다. 90년대 후반부에는 1세대 캐딜락 에스컬레이드가 등장하였으며 유콘도 고급버전인 유콘 DENALI를 출시했다. 
1995년에는 운전석 사이드 에어백, 1997년에는 조수석 사이드 에어백이 적용되었다. 1998년부터 2001년까지 우핸들 사양이 홀덴 브랜드로 오스트레일리아와 뉴질랜드에 판매되었다.

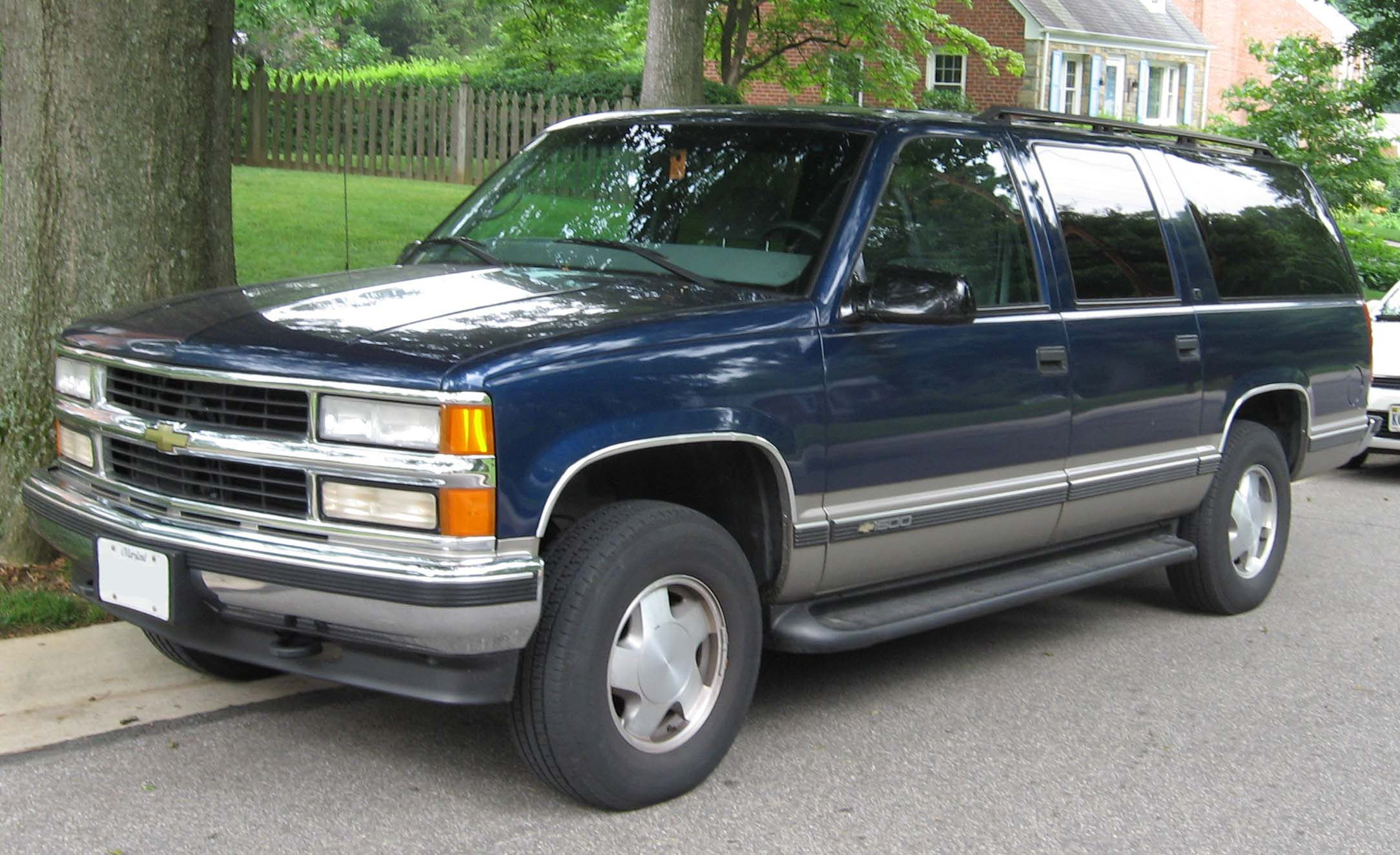
쉐보레 서버번(8세대) 정측면

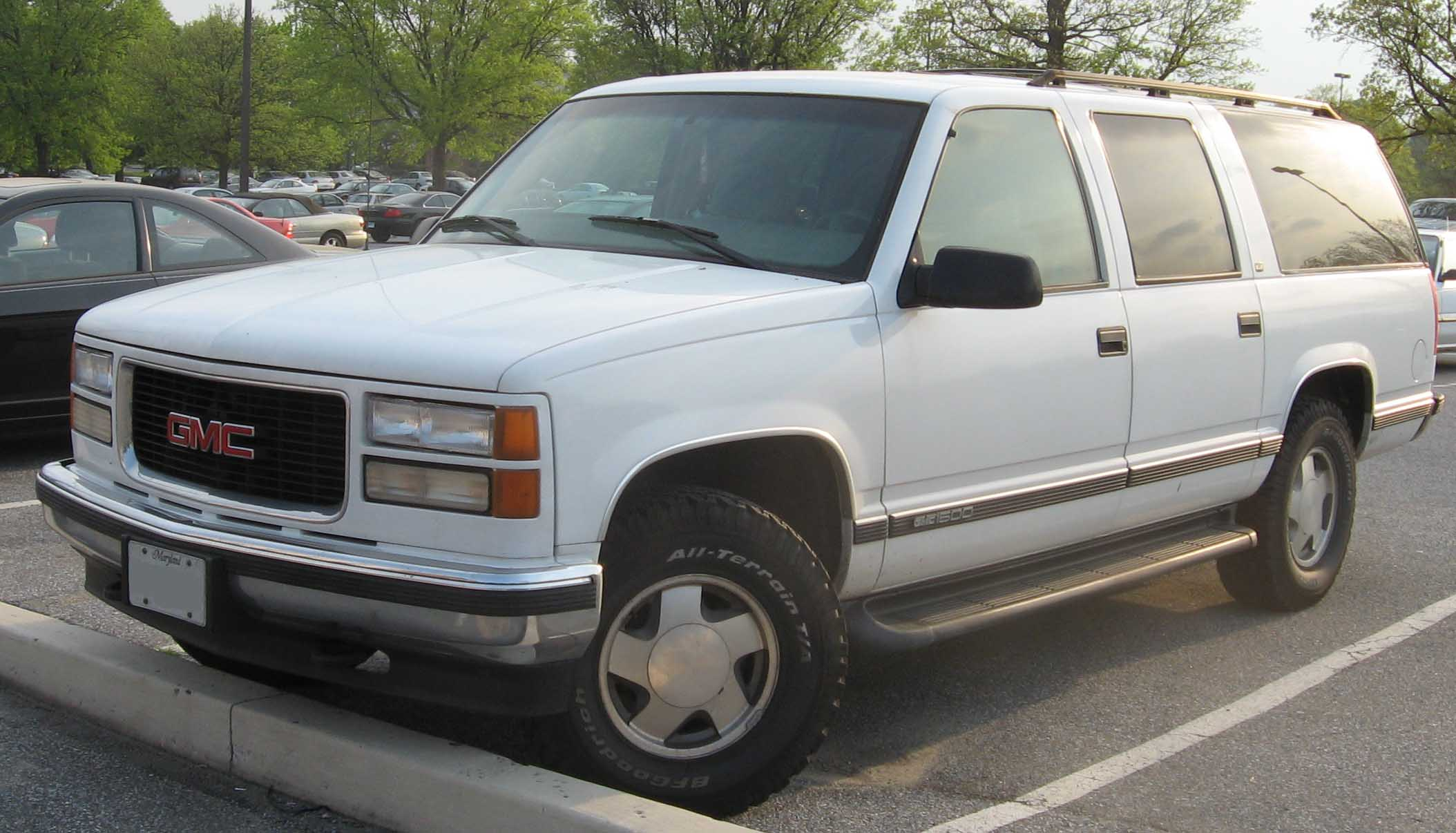
GMC 서버번(8세대) 정측면

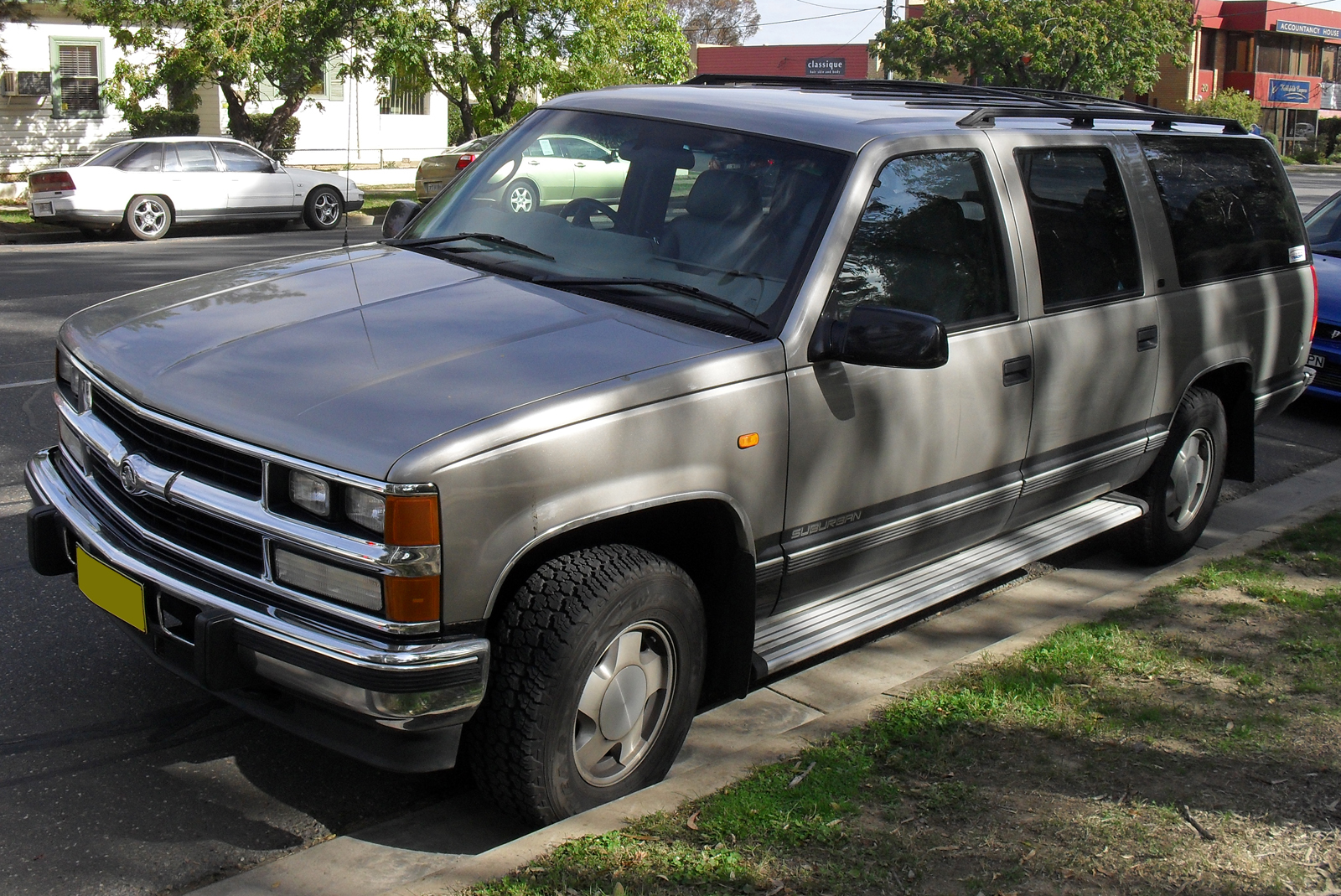
홀덴 서버번(8세대) 정측면

## 9세대

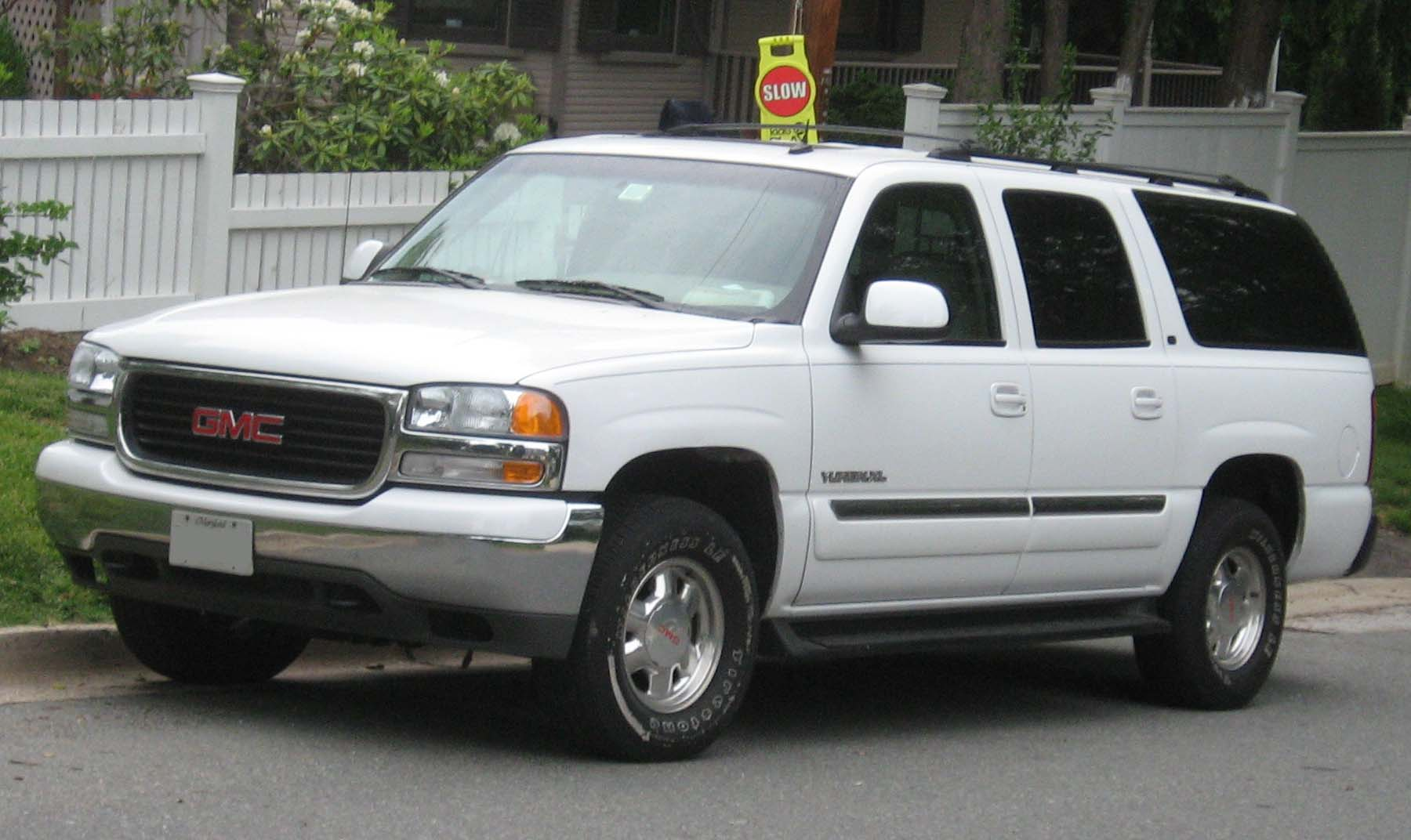
GMC 유콘 정측면

1999년 말에 출시되었다. GMT800 플랫폼을 적용했고, 동 시대의 실버라도와 전면 디자인을 공유했다. 퍼들 램프 내장 아웃 사이드 미러, 전·후륜 디스크 브레이크 등이 적용되었다.

9세대부터 GMC 브랜드로 파는 형제차는 차명이 서버번에서 유콘XL로 변경되어 차별화를 도모했다. 또한 이 차량의 플랫폼으로 만들어진 차량 중에 허머 H2가 있었다.  

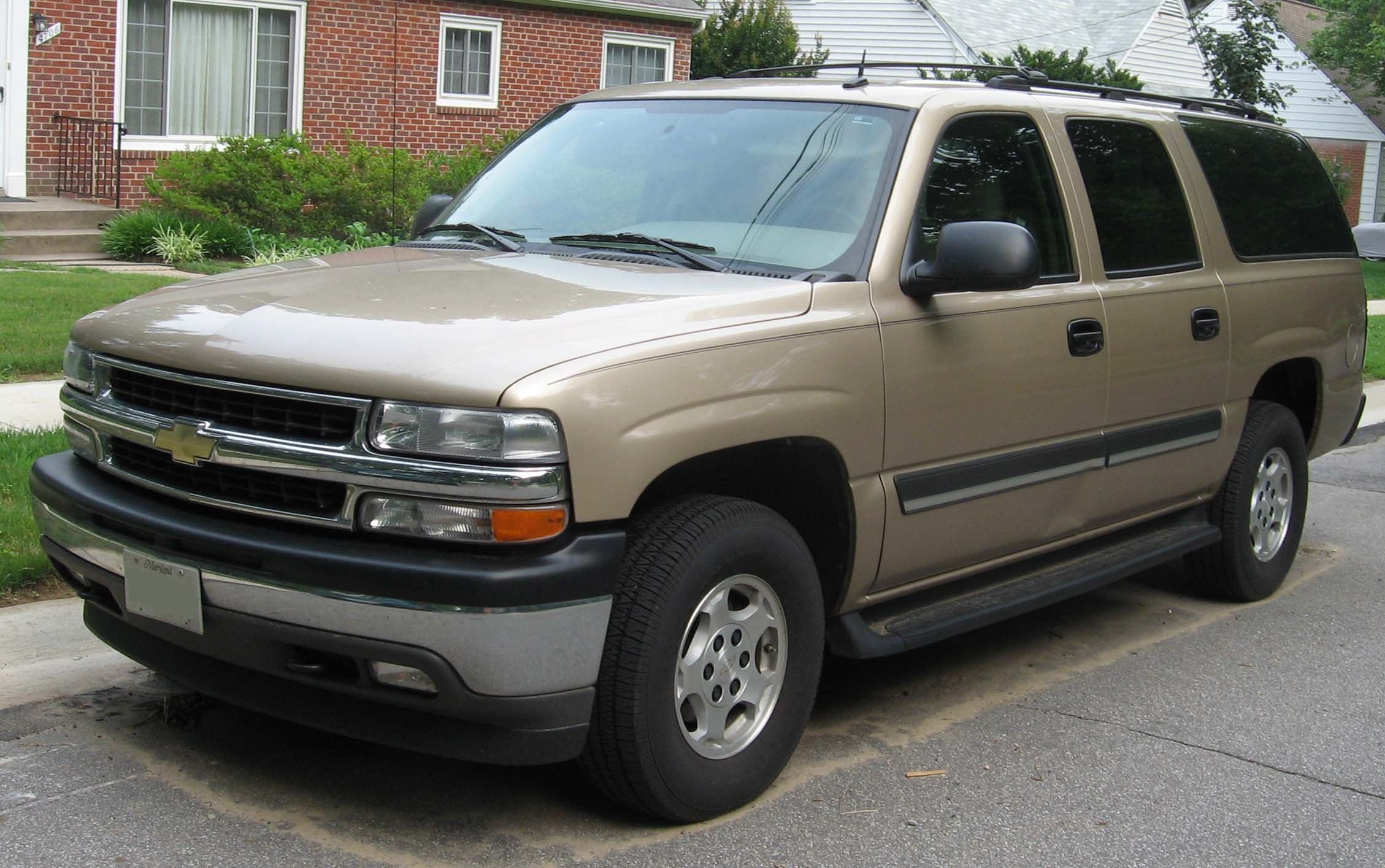
쉐보레 서버번(9세대) 정측면

## 10세대
2006년에 출시되었으며, GMT900 플랫폼을 기반으로 했다. 보다 에어로 다이내믹하고 모던한 디자인이 도입되었고, 개선된 인테리어와 좌석이 적용되어 편의성을 향상시켰다.

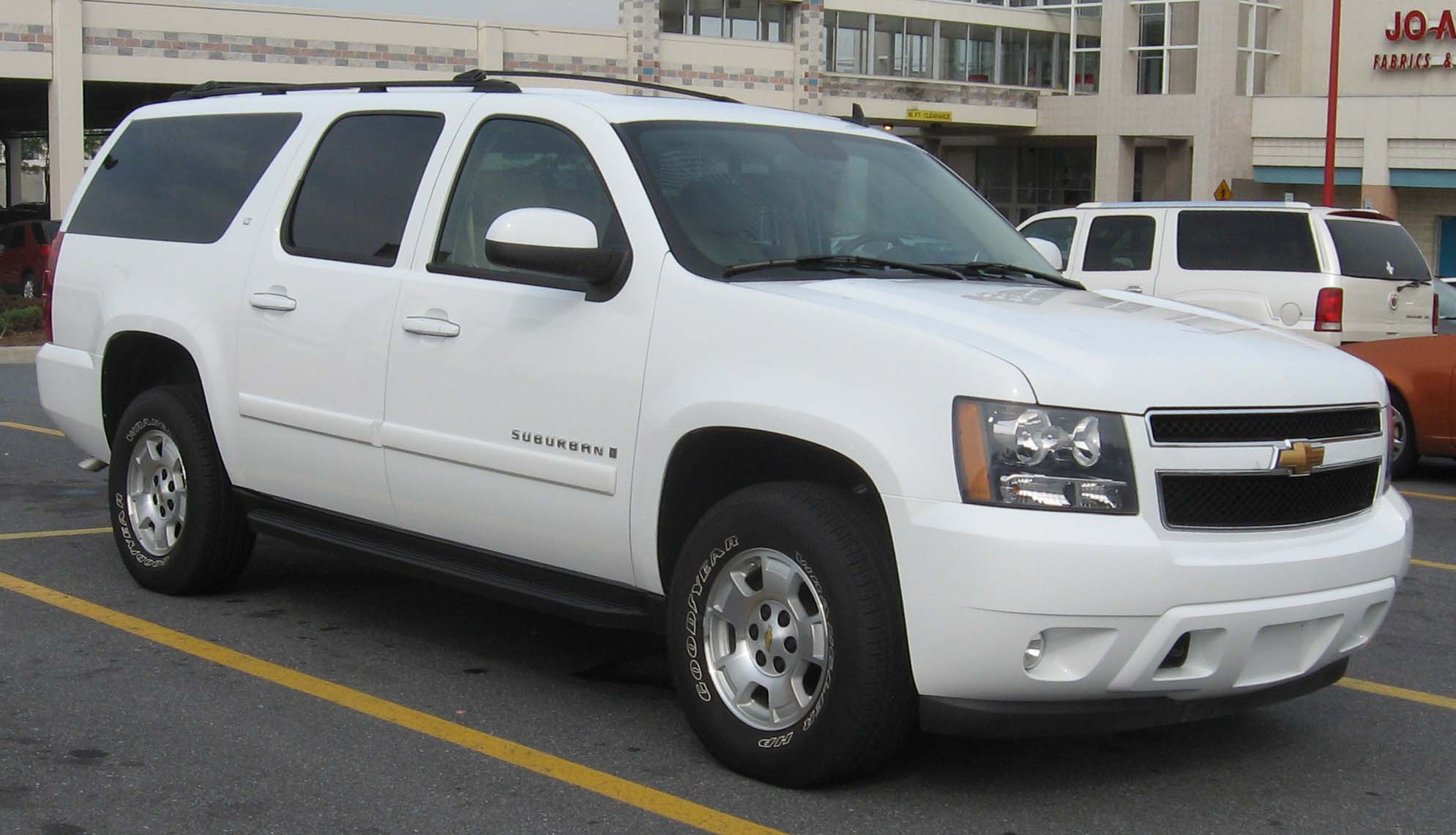
쉐보레 서버번(10세대) 정측면

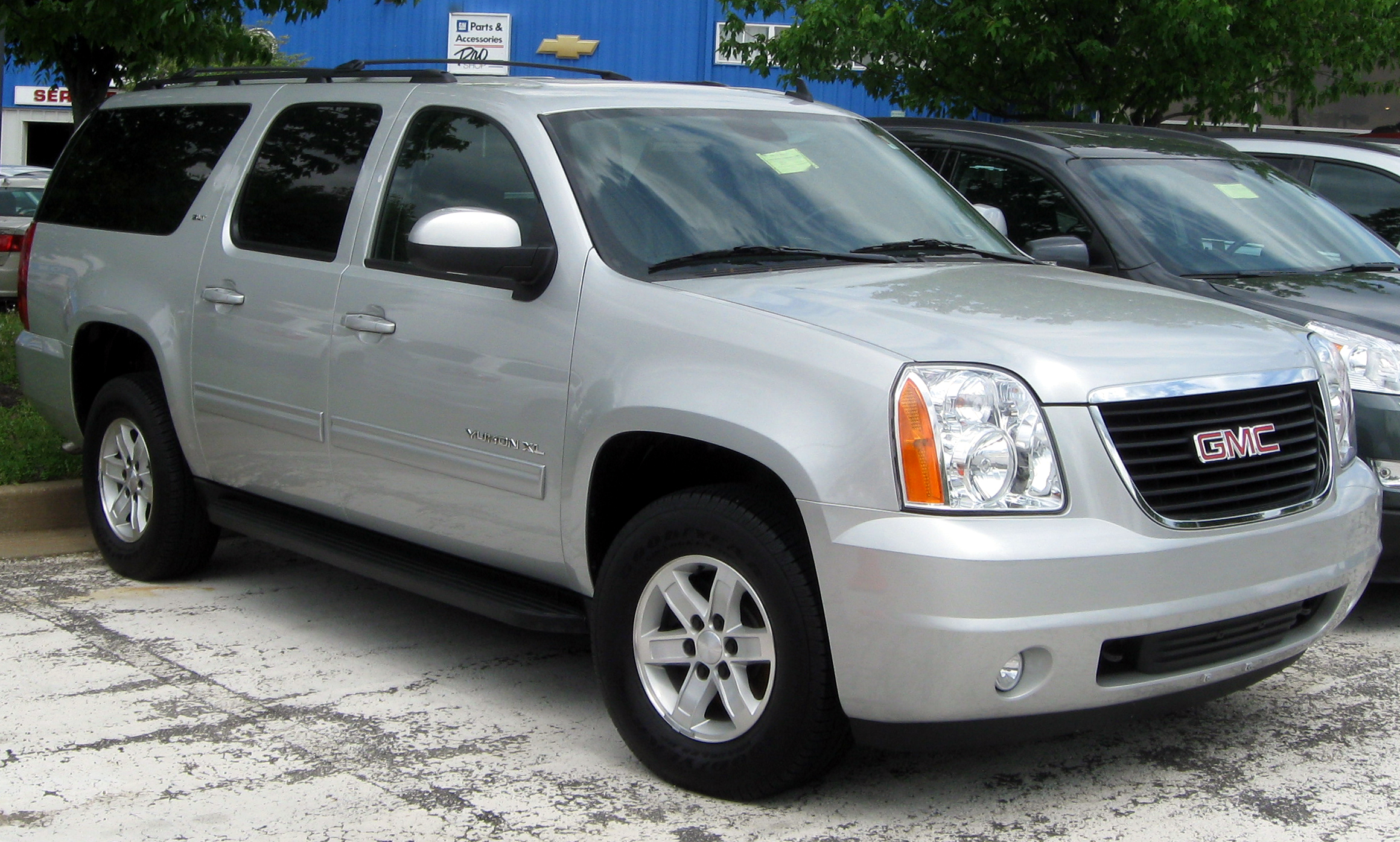
GMC 유콘 정측면

## 11세대
2013년 9월에 대중에게 공개되어 2014년 2월에 부터 판매했다. GMT K2YC/G 플랫폼을 기반으로 했다.

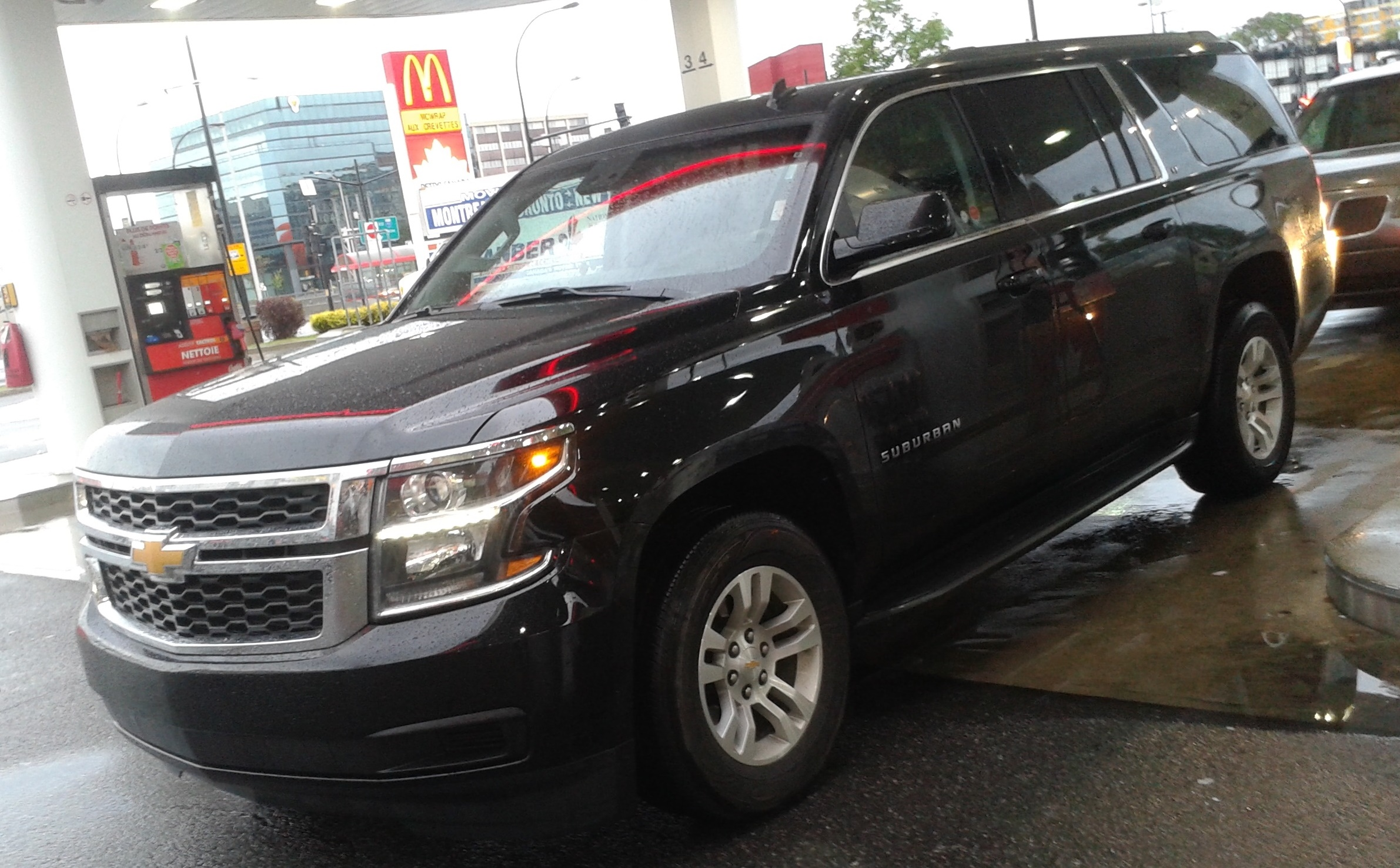
쉐보레 서버번(11세대) 정측면

## 12세대
2020년에 출시되어 2024년 10월부터 국내 시판에 들어간다.